# Эскадренные миноносцы типа V-140
Эскадренные миноносцы типа V-140 — тип эскадренных миноносцев, заказанный к строительству Военно-морским флотом Германии в период Первой мировой войны. Всего был построен 1 эсминец этого типа, ещё 3 не были достроены и были разобраны в разной степени готовности (от 40 до 65 %).

## Энергетическая установка
На кораблях типа в качестве ГЭУ была установлена паротурбинная ЭУ мощностью 24 500 л. с., состоящая из 2 турбин и 1 военно-морского нефтяного котла и 2 военно-морских нефтяных двухсторонних котлов. Максимальные запасы топлива на эсминцах типа составляли 298 тонн нефти.

## Вооружение
Миноносцы вооружались 3х1 105-мм орудиями. Торпедное вооружение эсминцев состояло из 6 500-мм торпедных аппаратов и 24 мин заграждения.

## Список миноносцев типа
| Название | Дата закладки | Дата спуска на воду | Дата вступления в состав флота | Примечания |
| -------- | ------------- | ------------------- | ------------------------------ | ---------- |
| V-140    | 1917          | 22 декабря 1917     | 18 ноября 1918                 |            |